# Coupe d'Europe des vainqueurs de coupe féminine de handball 1994-1995
Navigation
Coupe des coupes 1993-1994 Coupe des coupes 1995-1996
La Coupe d'Europe des vainqueurs de coupe féminine de handball 1994-1995 est la 19e édition de la Coupe d'Europe des vainqueurs de coupe féminine de handball, compétition de handball créée en 1976 et organisée par l'EHF.

## Formule
La Coupe des Vainqueurs de Coupe est également appelée C2. Il est d’usage que les vainqueurs des coupes nationales respectives y participent. L’ensemble des rencontres se dispute en matches aller-retour, y compris la finale. 

## Résultats

### Demi-finales
| Date Aller   | Club                    | Aller   | Total   | Retour  | Club                 | Date Retour  |
| ------------ | ----------------------- | ------- | ------- | ------- | -------------------- | ------------ |
| 18 mars 1995 | TV Giessen Lützellinden | 30 - 24 | 54 - 48 | 24 - 24 | Borussia Dortmund    | 25 mars 1995 |
| 19 mars 1995 | Dunaferr NK             | 24 - 19 | 44 - 42 | 20 - 23 | Rossijanka Volgograd | 25 mars 1995 |

### Finale
| Date Aller    | Club                    | Aller   | Total   | Retour  | Club        | Date Retour |
| ------------- | ----------------------- | ------- | ------- | ------- | ----------- | ----------- |
| 29 avril 1995 | TV Giessen Lützellinden | 25 - 23 | 43 - 49 | 18 - 26 | Dunaferr NK | 6 mai 1995  |

## Les championnes d'Europe
| Championne d'Europe des vainqueurs de coupe 1994-1995 Dunaferr NK 1er titre |